# John Reynolds (Politiker, 1794)
John Reynolds (* 1794; † 1868) war ein irischer Politiker.
Reynolds, selbst Katholik und politisch ein Anhänger von Daniel O’Connell, gehörte von 1847 bis 1852 dem House of Commons für den Wahlkreis City of Dublin an. Er war auch Ratsherr in Dublin und wurde als solcher im Dezember 1849 zum Oberbürgermeister der Stadt gewählt. Seine Amtszeit begann am 1. Januar 1850 und dauerte das gesamte restlich Jahr an. Nach seinem Ausscheiden aus dem House of Commons im Jahr 1852 zog er sich aus der Politik zurück.
Reynolds starb 1868 im Alter von 73 Jahren und wurde auf dem Glasnevin Cemetery beigesetzt.